# Londons myldretidsafgift
Londons trafikafgift (London Congestion Charge) er en afgift, som pålægges bilister, når de kører i centrum af London. London var ikke den første by til at indføre myldretidstrafikafgift, men pr. 2004 har det været den største by, som har gjort det. Afdelingen London Street Management i Transport for London har ansvar for at administrere ordningen.
Afgiften blev indført den 17. februar 2003. I stedet for at oprette en bomring, noget som ville blive en flaskehals i trafikken, betales afgiften enten over telefon eller i automater på benzinstationer i udkanten ad London. Automaterne er udstyret med tastatur, hvor man kan indtaste sin nummerplade. Overvågningen sker ved hjælp af kameraer, både fastmonterede og mobile. Billeder fra disse læses maskinelt, og sammenlignes med registrerede nummerplader fra betalingsautomater og telefonsystemet.
Den daglige afgift på otte pund må betales af den registrerede ejer af biler, som kører ind i, ud af eller inde i adgiftszonen mellem 07.00 og 18.30 mandag til fredag. Hvis afgiften ikke betales inden klokken 22.00 samme dag, øges summen til ti pund. Er afgiften ikke betalt inden midnat, tilægges et gebyr på mindst 50 pund.
Nogle køretøjer som buser, minibuser (over en vis størrelse), taxaer, udrykningskøretøjer, motorcykler, cykler og køretøjer på alternativt brændstof (biobrændsel og lignende) er undtaget fra afgiften. Beboere i afgiftszonen er berettiget til 90 procent rabat, hvis de betaler for en uge eller mere ad gangen.
Ordningens mål er at stimulere folk til at benytte kollektiv transport, mere miljøvenlige køretøjer, cykler, motorcykler eller egne ben frem for biler, og på denne måde reducere myldretidstrafiken og give anledning til hurtigere, mindre forurenende og mere forudsigelig kørsel. Ifølge Transport for London bliver en stor andel af afgiften investeret i kollektiv trafik.